# Howard Zinn
Pour les articles homonymes, voir Zinn.
Howard Zinn, né le 24 août 1922 à Brooklyn, à New York, et mort le 27 janvier 2010 à Santa Monica, en Californie, est un historien et politologue américain, professeur au département de science politique de l'université de Boston durant 24 ans.
Pendant la Seconde Guerre mondiale, il s'engage dans l'armée de l'air et est nommé lieutenant bombardier navigant. Son expérience dans l'armée a été le déclencheur de son positionnement politique pacifiste qui élève au rang de devoir la désobéissance civile.
Il a été un acteur de premier plan du mouvement des droits civiques et du courant pacifiste aux États-Unis et est considéré comme l'une des figures intellectuelles majeures de la gauche américaine.
Auteur de vingt livres dont les thèmes (monde ouvrier, désobéissance civile et « guerre juste » notamment) sont à la croisée de ses travaux de chercheur et de son engagement politique, il est particulièrement connu pour son best-seller publié en 1980 Une histoire populaire des États-Unis, qui « l'a consacré comme l'un des historiens américains les plus lus, bien au-delà des campus américains ».

## Biographie
Howard Zinn est issu d'une famille juive immigrée installée à Brooklyn. Son père, Eddie Zinn, né en Autriche-Hongrie, avait émigré aux États-Unis avec son oncle Samuel peu avant le déclenchement de la Première Guerre mondiale. Sa mère, Jenny Zinn née Rabinowitz, est originaire d'Irkoutsk, en Sibérie.

## Carrière universitaire
Issu du milieu ouvrier de New York, Howard Zinn put avoir accès à l'enseignement supérieur du fait de son engagement lors de la Seconde Guerre mondiale, grâce à une loi de 1944 (le G.I. Bill) qui permettait aux anciens combattants de s'inscrire gratuitement à l'université. Les études engagées permirent à Howard Zinn, à partir de 1956, de devenir directeur du département d'histoire et de sciences sociales du Spelman College d'Atlanta (Géorgie), une université d'arts libéraux réservée aux étudiantes afro-américaines. Après avoir été renvoyé de Spelman en 1963 pour « insubordination », Zinn fut intégré dans le département de science politique de l'Université de Boston en 1964. Ses cours consacrés aux libertés publiques figuraient, avec 400 inscrits chaque semestre, parmi les plus populaires de toute l'université alors même qu'ils étaient facultatifs. Il enseigna 24 ans à Boston avant de prendre sa retraite en 1988.

## Un homme engagé

### Le mouvement pour les droits civiques
Lors de ses années d'enseignement au Spelman College d'Atlanta, Howard Zinn prend une part active au mouvement des droits civiques. Sur le plan académique, il milite avec l'historien August Meier pour « mettre fin aux réunions de l'Association des historiens du Sud (Southern Historical Association) dans des hôtels pratiquant la ségrégation raciale ». Spelman est également l'occasion pour lui de collaborer avec l'historien Staughton Lynd et de suivre de jeunes étudiantes activistes, parmi lesquelles figuraient Alice Walker, Betty Stevens, Marie Thomas, la Kényane Dorcas Boit, Lana Taylor et Marian Wright Edelman, maintenant présidente du Children's defense fund. Edelman a plus tard révélé que sa rencontre avec Zinn l'avait profondément influencée. Sa proximité avec les mouvements étudiants l'a notamment amené à servir comme conseiller du Student Nonviolent Coordinating Committee (SNCC, littéralement « Comité de coordination des étudiants non violent »), sujet auquel il consacra un ouvrage intitulé SNCC: the new abolitionnists (1964).
Bien que professeur titulaire, Zinn fut renvoyé en juin 1963, après avoir pris parti pour les étudiantes qui avaient défié la formation traditionnellement dispensée à Spelman en participant aux manifestations contre la ségrégation raciale dans les lieux publics d'Atlanta. Les années de Zinn à Spelman, dont il dit qu'elles sont probablement les plus intéressantes, excitantes et instructives de sa vie, sont relatées dans son autobiographie You Can't Be Neutral on a Moving Train: A Personal History of Our Times.
Alors qu'il était à Spelman, Zinn a relevé trente violations des premier et quatorzième amendements de la constitution américaine à Albany, Géorgie, comprenant la liberté d'expression, la liberté d'assemblée et l'égalité devant la loi. Il a dénoncé la réticence du président John F. Kennedy à faire appliquer la loi et souligné sa passivité ainsi que celle de son ministre de la justice Robert Kennedy ou du FBI, de John Edgar Hoover, devant les brutalités des ségrégationnistes à l'égard des manifestants pour les droits civiques.
Zinn a beaucoup écrit au sujet de la lutte pour les droits civiques, à la fois en tant qu'acteur et historien. En 1961, il a arrêté l'enseignement durant une année afin d'écrire SNCC: the New Abolitionists et The southern mystique. Il affirme notamment dans son ouvrage sur le SNCC que les sit-in contre la ségrégation étaient initiés par les étudiants et donc indépendants des organisations de défense des droits civiques les plus installées.
Il est retourné à Spelman en 2005 pour donner une conférence intitulée « Against discouragement ».

### Un engagement pacifiste

#### Le bombardement de Royan
Par conviction antifasciste, Zinn avait volontairement rejoint l'Air Force durant la Seconde Guerre mondiale. Il avait à cette occasion participé à des bombardements sur Berlin, l'ex-Tchécoslovaquie et la Hongrie. La position anti-guerre de Zinn s'appuie donc pour une grande part sur sa propre expérience du combat. En avril 1945 à Royan (Charente-Maritime), il a notamment participé à l'une des premières utilisations militaires massives du napalm, appelé alors « feu gluant », et en a conçu une horreur rétrospective pour ce type d'action et pour toute forme de guerre. Ces bombardements visaient des soldats allemands, qui, aux dires de Zinn, s'étaient repliés en attendant l'abdication de l'Allemagne et ne représentaient donc plus un quelconque danger militaire. Ces attaques tuèrent non seulement des soldats mais aussi des civils français. Neuf ans plus tard, Zinn retourna à Royan pour consulter des documents ayant trait à cette opération et interviewer des habitants. Dans ses livres The politics of history et The Zinn reader, il décrit comment le bombardement fut décidé par la hiérarchie militaire pour des raisons qui tenaient plus à des considérations carriéristes qu'à des objectifs militaires légitimes.
D'après Zinn, son expérience en tant que bombardier, combinée à ses recherches sur la cause et les effets du bombardement de Royan, l'ont sensibilisé aux dilemmes moraux associés à toute intervention armée mais surtout aux atrocités commises au nom de la défense d'intérêts militaires incertains. Dans son pamphlet Hiroshima: breaking the silence, il a notamment interrogé les justifications d'opérations militaires affectant les civils ; s'il dénonce en particulier les bombardements atomiques de Hiroshima et Nagasaki, son propos vise aussi les bombardements alliés sur l'Allemagne (Dresde, Essen...), le Japon (Tokyo) voire la France (Royan), durant la Seconde Guerre mondiale. Il établit une continuité entre ces bombardements et ceux qui ont touché Hanoi durant la guerre du Viêt Nam, et Bagdad durant la guerre du Golfe.

#### Le Viêt Nam
Zinn fut chargé durant la guerre du Viêt Nam d'une mission diplomatique en compagnie du chanteur activiste et prêtre jésuite Daniel Berrigan. Sa visite à Hanoï permit, en pleine offensive du Têt (janvier 1968), le retour de trois aviateurs américains, les premiers militaires relâchés par les combattants vietnamiens du Nord depuis le début du bombardement américain. L'événement fut largement couvert par les médias et discuté dans plusieurs ouvrages comme celui de Nancy Zaroulis et Gerard Sullivan, Who Spoke Up? American Protest Against the War in Vietnam 1963-1975. Zinn est resté ami avec les frères Dan et Philipp Berrigan bien après cet épisode.
Lors du conflit, Daniel Ellsberg, un ancien analyste de la RAND Corporation, fournit à Howard et Roslyn Zinn un rapport gouvernemental américain secret sur la guerre du Viêt Nam, connu sous le nom de Pentagon Papers. Avec l'aide de Noam Chomsky, dont il était un ami proche, Zinn a édité et annoté le rapport, publié par Beacon Press, l'éditeur de confiance de Zinn, dans ce qui est connu comme l'édition du sénateur Mike Gravel des Pentagon Papers.
Lors du procès d'Ellsberg pour vol, conspiration et espionnage à la suite de la publication d'extraits des Pentagon Papers par le New York Times, Zinn fut appelé par l'avocat de la défense en tant qu'expert de l'histoire de l'engagement américain au Viêt Nam depuis la Seconde Guerre mondiale jusqu'en 1963. Zinn a exposé cette histoire pendant plusieurs heures. « J'ai expliqué qu'il n'y avait rien dans les papiers qui ait un intérêt militaire pouvant affaiblir la défense des États-Unis, que les informations qu'ils contenaient étaient simplement embarrassantes pour notre gouvernement car elles révélaient, sur la base de ses propres mémos interservices, comment il avait menti au peuple américain. Les secrets renfermés dans les Pentagon Papers étaient susceptibles d'embarrasser les politiciens, de nuire au profit des compagnies exploitantes de l'étain, du caoutchouc, du pétrole. Mais ce n'est pas la même chose que de blesser la nation, le peuple », a écrit Zinn dans son autobiographie. Les poursuites contre Ellsberg ont été abandonnées au motif que l'accusation avait été entachée par le cambriolage du bureau du psychiatre d'Ellsberg par une équipe menée par Howard Hunt, travaillant pour Nixon.
Le témoignage de Zinn sur les motivations qui poussaient le gouvernement à conserver le rapport secret fut confirmé en 1989 par Erwin Griswold, qui, en tant qu'avocat général des États-Unis sous l'administration Nixon poursuivit le New York Times dans l'affaire des Pentagon papers en 1971. Grisswold réussit à persuader trois juges de la Cour suprême d'empêcher le New York Times de continuer à publier des extraits des Pentagon Papers, sans pouvoir toutefois obtenir une majorité de la Cour. En 1989, il reconnut cependant dans les colonnes du Washington Post que la publication des Pentagon Papers ne nuisait pas à la sécurité nationale. « Il est rapidement apparu à quiconque avait une certaine expérience des documents classés, qu'il y avait sur-classification et que la principale préoccupation des promoteurs de la classification n'était pas la sécurité nationale mais d'une manière ou d'une autre un embarras gouvernemental ».
Zinn a soutenu le mouvement anti-guerre des soldats vétérans durant la guerre du Viêt Nam. Dans le film Unfinished symphony, dont le titre fait référence à la symphonie no 3 d'Henryk Górecki, il revient sur le contexte historique de la marche pacifiste de 1971 des Vétérans du Viêt Nam contre la guerre, une association d'anciens combattants, militant pour le retrait américain du Viêt Nam. Les marcheurs, depuis Lexington (Massachusetts) jusqu'à Bunker Hill ont symboliquement retracé la promenade à cheval de Paul Revere de 1775. La marche s'est conclue par l'arrestation massive de 410 vétérans et civils par la police locale. Le film dépeint en particulier les scènes du Winter soldier investigations, durant lequel 109 anciens GIs et 16 civils se sont publiquement réunis à Détroit pour témoigner des atrocités qu'ils ont commises ou dont ils ont été témoins au Viêt Nam. Howard Zinn a également soutenu l'action du journaliste Fred Branfman qui, en 1972, dénonçait les bombardements américains intensifs sur la plaine des Jarres au Laos dans Voices from the Plain of Jars: Life under an Air War, et dont l'ouverture des Pentagon Papers a permis de chiffrer l'importance : une attaque toutes les huit minutes pendant neuf ans. Zinn cite d'ailleurs l'action de Branfman dans son livre Une histoire populaire des États-Unis de 1492 à nos jours.
Zinn a également écrit durant ses années bostoniennes le premier livre à demander le retrait des troupes américaines du Viêt Nam. Vietnam: the logic of withdrawal fut publié dès 1967, sur la base d'articles précédemment parus dans Commonweal, The Nation, The Register-leader et Ramparts. Il est membre du Comité International de Soutien aux victimes vietnamiennes de l'Agent orange et au procès de New York (CIS) conduit par André Bouny.

#### Après le Viêt Nam: les années 1980 et l'Irak
Zinn participa en janvier 1976 à la Hard Times Conference, une assemblée organisée par le Prairie Fire Organizing Committee (PFOC), réunissant des sympathisants au Weather Underground.
Dans les années 2000, Zinn s'est opposé à l'invasion et à l'occupation de l'Irak. Il a écrit plusieurs livres à ce sujet, dans lesquels il expliquait que la guerre en Irak se terminerait lorsque la pression populaire aux États-Unis et les résistances dans le sein de l'armée américaine seraient trop fortes, comme pour la guerre du Viêt Nam. Jean-Christophe Agnew, professeur d'histoire à Yale, expliqua en mai 2007 que le travail historique d'Howard Zinn était « très influent, et très utilisé comme référence ». Il observait qu'il n'était pas inhabituel que d'éminents professeurs tels que Zinn pèsent sur les événements historiques, citant une résolution opposée à la guerre en Irak que venait de prendre l'American Historical Association. Agnew ajouta, « dans les moments de crise, quand le pays est divisé, les historiens le sont aussi ».

## Œuvre scientifique et littéraire

### Une histoire populaire des États-Unis
Estimant que le point de vue traditionnellement adopté par les ouvrages d'histoire des États-Unis était assez limité, Zinn décida à la fin des années 1970 de rédiger lui-même un ouvrage sur ce thème afin de renouveler la perspective sur l'histoire de son pays. Son Histoire populaire des États-Unis constitue ainsi une « contre-histoire » prenant à rebours les grands mythes américains (guerre d'indépendance, conquête de l'Ouest, développement du capitalisme…). Il dépeint les luttes qui opposèrent les Indiens d'Amérique aux Européens, l'expansion des États-Unis, les révoltes des esclaves contre le système qui les opprimait, les oppositions entre syndicalistes – ou simples travailleurs – et capitalistes, les combats des femmes contre le patriarcat, le mouvement mené par les Noirs contre le racisme et pour les droits civiques, etc. S'appuyant sur des sources traditionnellement sous-utilisées, notamment les sources orales, Zinn cherche à redonner la parole, au côté de celle des grands hommes d'État, à ceux du peuple américain habituellement négligés dans ce type d'ouvrage (Indiens, minorités raciales, anarchistes, ouvriers…). Il « questionne ainsi les fondements de la nation américaine [et,] en écho aux premiers mots du préambule de la Constitution des États-Unis, We, the People (Nous, le Peuple), s'interroge : de quel peuple écrit-on l'histoire ? ».
Pierre Mélandri et Serge Ricard soulignent que le travail de Zinn est motivé par un souci d'« interprétation globale de l'histoire américaine, articulant politique étrangère et politique intérieure » et que d'un point de vue historiographique cet ouvrage s'inscrit dans le renouveau de l'histoire sociale débutant par la publication en 1963 de La formation de la classe ouvrière anglaise de l'historien britannique Edward Palmer Thompson dont l'influence intellectuelle a été déterminante sur le projet de Zinn. Toutefois précisent-ils : « Zinn est un héritier ambigu de cette nouvelle histoire sociale. L'attention qu'il a pour la politique des États fait de lui un historien atypique de cette nouvelle histoire sociale. Une histoire populaire est le fruit de cette histoire sociale, mais demeure une tentative d'articuler toutes les composantes entre elles dans un projet d'interprétation d'ensemble. Cette étude est donc différente de la nouvelle histoire sociale plutôt centrée sur la micro-histoire ».
Après la première publication de l’Histoire populaire, le livre fut une lecture souvent recommandée aux élèves et aux étudiants, entre autres pour ses qualités narratives et malgré des développements jugés parfois à la limite du manichéisme ; il est aussi connu pour être un très bon exemple de pédagogie critique. Il constitue un succès de librairie assez rare pour un ouvrage d'histoire de niveau académique ; édité en 1980 aux États-Unis, il a fait l’objet de cinq rééditions en 22 ans et s'est écoulé à près de deux millions d'exemplaires en trente ans. La partie consacrée au XXe siècle existe en version audio lue par l'acteur Matt Damon, qui fait référence au livre dans le film Will Hunting. Au printemps 2003, pour marquer la vente de la millionième copie de l'ouvrage, un événement a été organisé au 92nd Street Y de New York, Howard Zinn et une dizaine de narrateurs faisant lecture de ce texte. Le tout fut retransmis en direct par Democracy Now!, présenté par Amy Goodman, et mis à disposition du public sur l'Internet.
En 2004, Zinn a publié Voices of A People's History of the United States avec Anthony Arnove. Ce livre, qui complète l'Histoire populaire (ils ont d'ailleurs des structures parallèles), s'arrête sur des témoignages à contre-courant. En 2008, il a publié sous le titre A People's History of American Empire des extraits de son livre sous forme de comic avec la collaboration du dessinateur Mike Konopacki et l'historien Paul Buhle. Zinn a également collaboré à la création d'une série documentaire produite par Alvin H. Perlmutter, elle aussi baptisée Une histoire populaire des États-Unis.

### Œuvre théâtrale
Howard Zinn a écrit trois pièces, dont Fille de Vénus (1985), sa première œuvre. La pièce suivante, Emma, s’inspire de la vie d’Emma Goldman, une anarchiste du début du siècle. Anarchiste, féministe et libre-penseuse, Emma Goldman dut s’exiler des États-Unis où elle était considérée comme dangereuse compte tenu des points de vue radicaux qu’elle défendait (au rang desquels une opposition farouche à la Première Guerre mondiale). Sa dernière pièce, Marx in Soho (1999) (traduit en français par Karl Marx, le retour ), une création faisant une large place à l’Histoire, a reçu un accueil chaleureux de la critique . La pièce raconte le retour (pour une heure) de Marx sur terre de nos jours, non pas à Soho dans Londres comme il le pensait, mais, à la suite d'une erreur bureaucratique, dans Soho, le quartier New Yorkais, au cœur de l'Amérique du libéralisme triomphant.
À partir de 2003, Howard Zinn a participé avec des stars d'Hollywood (Matt Damon, Morgan Freeman…) à une performance live intitulée The People Speak inspirée par son best-seller Une histoire populaire des États-Unis. En 2009, elle a pris la forme d'un film diffusé par History Channel ,,.

## Distinctions
- Prix Thomas Merton (1991)

## Publications
- Une Histoire populaire des États-Unis. De 1492 à nos jours, Marseille, Agone, coll. « Mémoires sociales », 2002, 810 p. (ISBN 978-2910846794, lire en ligne).
- Karl Marx, le retour, Agone, 2002.  (ISBN 2-910846-80-6)
- Le Vingtième Siècle américain. Une histoire populaire de 1890 à nos jours, Agone, 2003.  (ISBN 2-7489-0001-4). Ce livre a fait l'objet d'une adaptation en bande dessinée sous le titre Une histoire populaire de l'empire américain par Mike Konopacki et Paul Buhle (éditions Vertige Graphic, 2009,  (ISBN 978-2-84999-076-6))
- En suivant Emma, Agone, 2007.  (ISBN 978-2-7489-0057-6)
- La Mentalité américaine : au-delà de Barack Obama, Lux Éditeur, coll. « Instinct de liberté », 2009.  (ISBN 978-289596-083-6)
- Désobéissance civile et démocratie, Agone, coll. « éléments », 2010.  (ISBN 978-2-7489-0120-7)
- La bombe. De l’inutilité des bombardements aériens, Lux Éditeur, 2011.  (ISBN 978-2-89596-120-8)
- L’Impossible Neutralité. Autobiographie d’un historien et militant, Agone, coll. « Éléments », 2013,  (ISBN 9782748901900)
- Se révolter si nécessaire. Textes & discours (1962-2009), Agone, coll. « mémoires sociales », 2014,  (ISBN 9782748902068)